# 2,5-Diamino-hidroxietilbenzeno
2,5-Diamino-hidroxietilbenzeno ou 2,5-diamino-1-feniletanol é o composto orgânico de fórmula C8H12N2O e massa molecular 136,19504. É também chamado de hidroxietil-p-fenilenodiamina ou hidroxietil-para-fenilenodiamina. Possui aplicação como substituto da p-fenilenodiamina em tinturas para cabelo e como intermediário em síntese orgânica. No uso em tinturas de cabelo, é preferível devido as suas menores características alergênicas.